# Okamžik zlomu
Okamžik zlomu (orig. Fracture) je americký kriminální film z roku 2007 režiséra Gregory Hoblita v hlavních rolích s Anthonym Hopkinsem a Ryanem Goslingem. Příběh je o muži, jenž zjistí, že jeho manželka měla milostný poměr, a tak ji střelí a později manipuluje se soudním systémem, aby unikl trestu.

## Děj
Theodore "Ted" Crawford, bohatý a talentovaný letecký inženýr, zjistí, že jeho manželka Jennifer má milostný poměr s policejním detektivem Robertem Nunallym. Crawford svou ženu proto střelí, čímž jí způsobí vážná zranění, a pak se okamžitě k činu Nunallymu přizná. Při pozdější obžalobě ale přiznání odvolá.
Crawford potom začne právní bitvu s vycházející právnickou hvězdou Williamem "Willym" Beachumem, jenž případ považuje za jednoduchý, a proto souhlasí s tím, že půjde k soudu, ačkoli je zaneprázdněný přípravou svého přechodu od trestního práva k obchodnímu u úspěšné právní firmy. Začne také vztah se svou budoucí šéfkou Nikki Gardnerovou.
U soudu se Crawford rozhodne obhajovat sám. Odhalí, že policista Nunally, který ho zatýkal, měl poměr s jeho ženou a byl také přítomen u jeho výslechu. Je proto nepřijatelné, aby bylo jeho přiznání považováno za důkaz. Beachum zjistí, že ke střelbě na Crawfordovu ženu nebyla použita Crawfordova zbraň, nikdy z ní nebylo vystřeleno a navíc neodpovídala dalším důkazům na místě činu. Protože byl ale dům od střelby do zatčení celou dobu střežen, policie je zmatená.
Beachum je Nunallym lákán, aby použil falešné důkazy, ale na poslední chvíli to odmítne. Protože nemá žádné nové důkazy, které by mohl předvést porotě, Crawford je zproštěn viny. Zneuctěný Nunally před soudní síní spáchá svou vlastní zbraní sebevraždu.
Beachumova budoucnost u prestižní firmy je v troskách. I když je případ uzavřen, jako posedlý pátrá po dalších důkazech, opakovaně navštěvuje v nemocnici Jennifer v kómatu a doufá, že se probudí, aby mohla vypovídat. Na Crawfordovu žádost je ale Beachumovi zabráněn vstup k ní. Když Beachum zjistí, že má Crawford v plánu zlikvidovat jediného očitého svědka, rozhodne se požádat soud, aby přikázal ji udržet naživu pomocí přístrojů. Nikki Gardnerová mu odmítne pomoci, a tak se rozejdou. Na poslední chvíli získá příkaz od Nikkiina otce, jenž je soudcem, ale do nemocnice přijede pozdě. Jennifer je již odpojená z přístrojů a zemřela.
Beachum pak dojde k tomu, že Crawford i Nunally použili stejnou zbraň. Pochopí, že před zločinem Crawford vyměnil svou zbraň s Nunallyho (obě byly stejné) v hotelovém pokoji, kde se Jennifer a Nunally tajně sešli. Crawford střelil svou manželku Nunallyho zbraní. Po střelbě Nunally přijel do Crawfordova domu a snažil se Jennifer oživit. Crawford mezitím zbraně znovu vyměnil a Nunally, rozrušený Jenniferiným tělem, si toho nevšiml. Když se Crawford objeví v místnosti se svou původní zbraní, Nunally ho před zatčením napadne. Crawfordova nepoužitá zbraň je pak přijata jako důkaz.
Beachum Crawfordovi prozradí, že vše odhalil. Protože Jennifer zemřela, kulka z její hlavy může být porovnána s Nunallyho zbraní. Beachum dovede Crawforda k přiznání, ten ví, že nemůže být souzen znovu za stejný zločin. Beachum ale ví, že kvůli tomu, že nechal Crawford zemřít svou manželku, může být nyní souzen za vraždu, zatímco předtím byl souzen za pokus o vraždu. Kdyby ji nenechal odpojit od přístrojů, byl by chráněn. Crawford je zatčen.
Film končí, když začíná nový soud. Tentokrát je obžalovaný obklopen obhájci.

## Obsazení
| Ryan Gosling     | William "Willy" Beachum |
| Anthony Hopkins  | Theodore "Ted" Crawford |
| David Strathairn | Joe Lobruto             |
| Rosamund Pike    | Nikki Gardner           |
| Embeth Davidtz   | Jennifer Crawfordová    |
| Billy Burke      | Rob Nunally             |
| Cliff Curtis     | detektiv Flores         |
| Fiona Shaw       | soudkyně Robinsonová    |
| Bob Gunton       | soudce Frank Gardner    |
| Josh Stamberg    | Norman Foster           |
| Xander Berkeley  | soudce Moran            |
| Zoe Kazan        | Mona                    |

## Výroba
Jedná se o první spolupráci společností New Line Cinema a Castle Rock Entertainment od poloviny devadesátých let, kdy obě společnosti koupil Ted Turner. Film byl natáčen v Encinu v Los Angeles.

## Ohlas
Během prvního víkendu po uvedení utržil film ve 2 443 kinech lehce přes 11 milionů dolarů. Ve Spojených státech vynesl snímek celkově 39 015 018 dolarů a celosvětově dohromady 91 354 215 dolarů.
Server Rotten Tomatoes uvádí, že 115 ze 163 kritických hodnocení filmu bylo kladných, tzn. 71 %. Pro srovnání server Metacritic dává filmu 68 bodů ze 100 na základě 35 hodnocení kritiků. Uživatelé ČSFD hodnotí film průměrně 74 %.